# ساجی

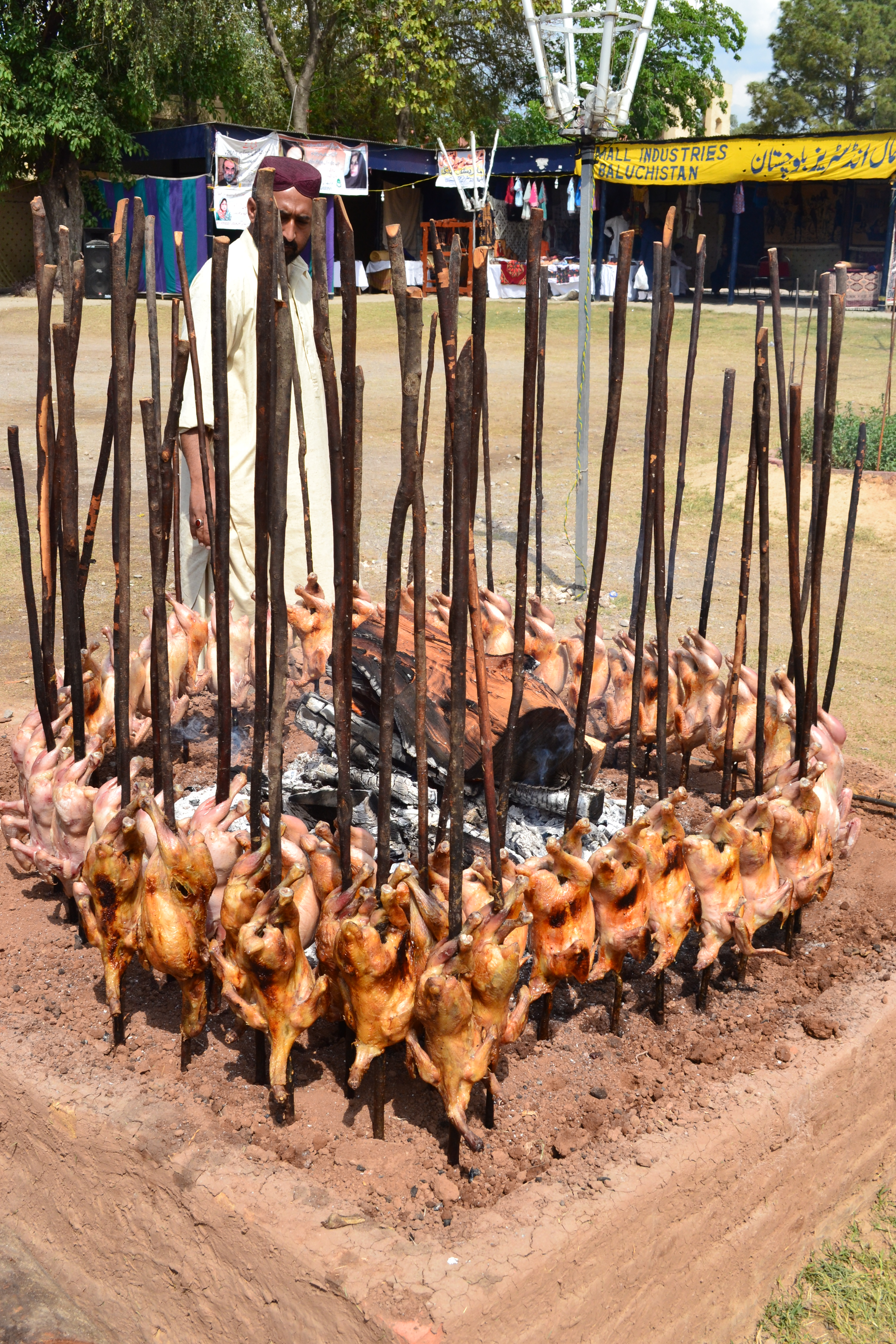
ساجی در بلوچستان پاکستان پخته می‌شود

ساجی (به بلوچی و اردو: سجی) یک غذای بلوچی است که منشأ آن از استان بلوچستان پاکستان است.
ساجی سنتی و اصیل از گوشت گوسفندی تشکیل شده است که فقط در نمک با مقداری ادویه مزه‌دار شده است.
این غذا را با برنجی که در داخل حیوان پخته می‌شود و در تنور می‌پزند. گونه‌های منطقه‌ای با تفاوت‌های ظریف در طعم یافت می‌شوند. قابل ذکر است که در مراکز شهری کراچی، اسلام‌آباد یا لاهور از مرغ به جای گوشت بره استفاده می‌شود، ساجی را تا زمانی که متوسط یا خوب پخته شود بریان می‌کنند و به جای نان کاک سنتی بلوچستان با برنج سرو می‌شود.